# Sterling Lyon
Sterling Rufus Webster Lyon (né le 30 janvier 1927 à Windsor, en Ontario - mort le 16 décembre 2010 à Winnipeg, au Manitoba) est une personnalité politique canadienne, premier ministre du Manitoba de 1977 à 1981.
Son gouvernement a introduit plusieurs mesures conservatrices sur le plan fiscal, et a souvent été comparé au gouvernement de Margaret Thatcher au Royaume-Uni.

## Biographie
Né à Windsor (Ontario), Sterling Lyon grandit à Portage-la-Prairie au Manitoba, avant de déménager à Winnipeg pour y poursuivre ses études postsecondaires à l'Université du Manitoba.
Diplômé de l'École de droit du Manitoba en 1953, il a commencé sa carrière comme journaliste au Winnipeg Free Press, avant de devenir substitut du procureur général. Il est entré à l'Assemblée législative du Manitoba en 1958, en occupant le poste de procureur général.
Ensuite ministre des Affaires municipales, ministre des Services publics, ministre des Mines et des Ressources naturelles, il est leader parlementaire du gouvernement entre 1958 et 1969.
S'étant retiré de la politique en 1986, il est nommé juge à la Cour d'appel du Manitoba, poste qu'il occupe jusqu'à son départ à la retraite en 2002.
Membre de l'Ordre du Manitoba, Sterling Lyon reçoit le titre d'officier de l'Ordre du Canada en 2009.
Veuf depuis 2006, il a cinq enfants qui lui survivent, et six petits-enfants, lorsqu'il meurt, à 83 ans, le 16 décembre 2010 à Winnipeg.